# 雪花 (單曲)
〈雪花〉（日语：／ Yukinohana */?）為日本女歌手中島美嘉的第10張單曲和代表作之一，於2003年10月1日由日本索尼音樂娛樂旗下的索尼音樂聯合發行。歌曲由松本良喜作曲與編曲，並由Satomi填詞。〈雪花〉是一首慢板抒情歌曲，主要以鋼琴跟弦樂伴奏，並以「冬天戀人們幸福的瞬間」為主題。
歌曲於發行前後獲得樂評家正面的評價，包括稱讚弦樂的流麗以及中島有魅力的聲樂。歌曲亦獲得2003年「第45屆日本唱片大獎」的金獎與作詞獎，同時獲得最高榮譽的大獎提名。歌曲發行後獲得商業上的成功，成為中島唯一在實體唱片、線上下載及串流媒體均獲得銷售認證作品。
〈雪花〉的音樂錄影帶由武藤眞志執導，並在中島的要求下於攝氏0度以下、像冷藏庫般的攝影棚拍攝。截至2022年7月，錄影帶於YouTube的合共觀看次數已經超過8,200萬次。中島在歌曲發行後曾多次現場演唱〈雪花〉，包括成為演唱會固定表演的歌曲，以及兩度在《NHK紅白歌唱大賽》上演唱歌曲。
歌曲其後獲全球多名歌手翻唱，包括美國的大人小孩雙拍檔、韓國的朴孝信，中國大陸的韓雪，並衍生出英語、韓語、粵語等多種語言的歌曲版本。歌曲於全球擁有約40個翻唱版本，成為其中一首全世界傳唱度高的日本歌曲，也是中島美嘉最為人熟悉的歌曲之一。歌曲於2018年獲改編成同名戀愛電影，並於2019年2月1日上映。

## 背景與發行
〈雪花〉的樣本唱片早在發行的兩年前便已經交到中島手上。當她與其他製作人第一次聽到歌曲的時候，便已經一致覺得這是一首優秀的歌曲。然而他們都覺得當下並不是推出歌曲的好時機，決定等到適合的時候才發行歌曲。而中島更認為歌曲的優秀足以不需要任何商業搭配便能發行，希望靠著歌曲本身而交出成績，但其想法未有被採納。最後等了兩年的時間，〈雪花〉才決定作為中島第二張專輯《LØVE 愛無止境》的先行單曲，以及中島親自出演的明治製菓「boda」「galbo」電視廣告的歌曲發行。而中島亦表示雖然錄製〈雪花〉的時候已踏入20歲之齡，但實際上當時還未能理解帶有成熟感的歌曲意思。
為慶祝〈雪花〉發行15週年，官方在2018年底至2019年初展開多項宣傳企劃，包括跟咖啡廳的合作、網上發行歌曲的重混版、自我翻唱專輯《PORTRAIT ～Piano & Voice～》的宣傳展板，以及發行紀念專輯《雪花15週年紀念精選「BIBLE」》等不同活動。此外，〈雪花〉的黑膠唱片亦重新發行，而以歌曲為概念製作的同名戀愛電影也選在同期上映。

## 詞曲
〈雪花〉是一首慢板抒情歌曲，全長5分41秒。歌曲以升G小調創作，拍號為4/4拍，每分鐘72拍。歌曲的創作者為曾共同寫下RUI創下百萬銷量的大熱歌曲〈月的點滴〉的作曲家松本良喜與填詞人Satomi。歌曲以抒情的旋律組成，並主要以鋼琴跟弦樂伴奏。中島在歌曲的音域從最低的F#3到真聲最高的C#5，而假聲最高則達D#5。
歌曲以戀人們的季節「冬天」為主題，唱出戀人們在冬天幸福的瞬間。歌詞較少出現以女性角度所寫的歌詞，反而以男性角度的「我」（僕）居多。歌曲亦包含「如果 我失去了你／我會變成星星照亮你／微笑 或是被淚水沾濕的夜晚／我會永遠在你身旁」的歌詞，反映出無償以及永遠的愛。

## 專業評價
《CD Journal》的編輯以「送給冬天的傑作情歌」形容〈雪花〉，並指中島有魅力的聲樂與柔和的原音樂聲音跟冬天非常相襯。《Bounce》的編輯菊地成孔形容歌曲為「驚異的樂曲」，並認為歌曲本身能夠作為當年最後的「慢板抒情歌曲標準」般優秀。他亦認為中島在歌曲中充分運用假音並捨棄原本的唱法，猶如整容改變本身最具魅力的地方，並以「豪賭」形容她的做法。
音樂DB.com的Hayashi認為〈雪花〉遵守著J-Pop冬季抒情曲的法則，並同時將空氣的寒冷與暖心的氛圍表現出來。而歌曲跟其他冬日抒情曲的不同之處是有著俐落流暢而不過於紮實的旋律，配上細緻描寫的歌詞，以及中島「有如呼吸的歌唱」。《後台通行證》的伊藤博伸讚賞中島的歌聲溫柔包圍著具有規模感的優美旋律，有著吸引聽眾的魅力。他亦認為歌曲帶有與前作〈FIND THE WAY〉相同的魅力。
Excite的編輯從10分滿分給予〈雪花〉9分評價，並以「極品的冬季抒情歌」形容歌曲。他亦認為歌曲流麗的弦樂營造出令人聯想到冬天夜空的夢幻氛圍，而中島有力而虛幻的歌聲則有如從中不斷搖曳而穩固燃燒的蠟燭般翩翩起舞。《Oricon》的編輯盛讚歌曲為一首堪稱冬季歌曲典範的暖心抒情曲，並有著簡單而扣緊日本人心弦的典雅詞曲。他亦讚賞中島在副歌的假音處理，指她很清楚「值得聆聽的地方」。樂評家森朋之認為中島透過〈雪花〉確立出「優美地表現出憂愁與悲傷的歌手」形象，而歌曲亦直接傳達出中島作為歌手的豐富魅力。

### 獎項
〈雪花〉在2003年「第45屆日本唱片大獎」一共獲得金獎、作詞獎以及最高榮譽的日本唱片大獎三項提名。歌曲其後獲得金獎與作詞獎兩項獎項，而日本唱片大獎則敗給憑歌曲〈No way to say〉首次達成三連霸的濱崎步。歌曲亦獲得2003年「第36屆日本有線大獎」流行類別的有線音樂優秀獎。

## 音樂錄影帶

### 背景與發展
〈雪花〉的音樂錄影帶由武藤眞志執導，並由内田將二負責拍攝，在2003年9月2日於246攝影棚裡進行拍攝。在中島的要求下，錄影帶於攝氏0度以下、平常只會用作拍攝冰淇淋等冷凍食品廣告、像冷藏庫一樣的攝影棚內拍攝。其中在拍攝在緊閉的冰塊裡的場景時，中島穿著以紙素材製成、像花一樣的白裙子。而在拍攝模仿外國街頭的場景時，使用了雪砲噴出用洗潔剷泡沫做成的人工雪，而且為了製作出看起來美麗的雪而不停調節噴出的雪量。錄影帶的部分場景使用綠幕拍攝，亦使用食鹽模仿白雪。錄影帶總共花了長達4小時拍攝，拍攝完成時已經是深夜2時半。

### 內容
錄影帶以拍攝在雪地行走的靴子近鏡開始，然後接著中島在街道上的門口前雙手接著飄雪的場景。錄影帶其後分別穿插中島瑟縮在門口前以及置身在冰塊內的片段，並包括蹲在冰塊裡歌唱的段落。在穿插中島於街頭看著人群經過的場景後，錄影帶再次回到中島置身冰塊內歌唱的場景。接著錄影帶的鏡頭從樹林中一直拉近至站在雪地上的中島，並分別穿插著中島在漫天雪花的場景下歌唱，以及她以手接著雪花吹動的場面。錄影帶最後回到靴子的近鏡場景，以靴子的主人從街道上的門口站起來離開的場面結束。

### 發行與反響
〈雪花〉的短版音樂錄影帶於2003年9月16日至17日限定公開24小時，而完整版本則在11月6日起限定公開36小時。歌曲的錄影帶其後亦分別收錄影像作品《FILM LOTUS Ⅲ》、《BEST 最嘉精選》，以及《GREATEST LOTUS》中。官方在2012年於YouTube公開了僅供日本地區觀看的〈雪花〉完整音樂錄影帶，截至2022年11月已經錄得超過7,300萬次播放量。而供全球地區觀看的錄影帶則在2020年公開，截至2022年11月已經錄得超過1,200萬次播放量。

## 現場演出
中島進行了多場電視演出以宣傳〈雪花〉，包括在2003年10月4日的《CDTV》、11月6日的《歌番》、11月7日的《MUSIC STATION》、11月8日的《POP JAM》等。中島於12月26日的《MUSIC STATION SUPER LIVE》再演唱了本曲，其後於12月31日的《日本唱片大獎》、《第54屆NHK紅白歌合戰》演唱了同曲，並於同日稍後的《CDTV 特別跨年節目 2003→2004》演唱了本曲與出道曲〈STARS〉。〈雪花〉亦成為其日後於電視演出經常演唱的歌曲之一，包括於2005年的《第56屆NHK紅白歌合戰》、2008年的《MUSIC FAIR》、2015年的《FNS歌謠祭》，以及2022年的《THE MUSIC DAY》。
〈雪花〉發行後成為中島演唱會上的固定演唱歌曲，包括在「MIKA NAKASHIMA concert tour 2004"LØVE"FINAL」、「MIKA NAKASHIMA CONCERT TOUR 2009 TRUST OUR VOICE」，以及「MIKA NAKASHIMA CONCERT TOUR 2015 “THE BEST” DEARS & TEARS」、「MIKA NAKASHIMA CONCERT TOUR 2021 JOKER」上演唱過。其中於2014年在武道館上舉行了名為「一萬人的雪花」的演唱會，實現了與現場一萬名觀眾進行〈雪花〉大合唱的壯舉。中島亦在2021年登上YouTube頻道「THE FIRST TAKE」的影片演唱〈雪花〉，並獲得台灣與香港等多地熱烈回響。

## 商業成績
在實體唱片方面，〈雪花〉發行首週以約3.1萬張的銷量空降Oricon單曲週榜第4位，比前作《FIND THE WAY》約6.1萬的首週銷量減少約一半。單曲於次週以約1.9萬張銷量排行第6位，其後於第三週以2.3萬張的銷量升至第3位的新高，並以三週共7.4萬張累積銷量登上10月的月榜單第6位。單曲的單週銷量其後節節上升，於第四週賣出約2.5萬張，並在第五週升至約2.9萬張單週銷量，而單曲的累積銷量亦突破10萬張。
單曲於2003年以約16.1萬張的銷量排行年榜第53位，成為中島全年銷量最高的單曲。單曲於踏入2004年的合計雙週突破20萬張累積銷量，而最終累積銷量則達到248,167張。〈雪花〉成為中島職業生涯至今銷量第3高的單曲，並在週榜單總共逗留了28個星期。單曲亦獲日本唱片協會認證為白金唱片，代表實體唱片的出貨量超過25萬張。
在數位成績方面，〈雪花〉的鈴聲下載在2008年11月獲日本唱片協會認證為百萬唱片，而單曲下載則在發行13年後的2016年10月獲認證為百萬唱片，成為中島本人至今唯一於片段下載、全曲下載兩部門皆獲得百萬認證的歌曲。歌曲的串流媒體亦於2022年11月取得金唱片認證，代表歌曲的串流媒體量達到5,000萬次以上，並成為中島唯一取得串流媒體認證的作品。
因應〈雪花〉的發行15週年企劃活動，歌曲的熱度於2019年初再次上漲，並打進Oricon公信榜跟日本《告示牌》的多個榜單，當中亦打進Oricon單曲下載排行榜、Oricon單曲串流排行榜，以及日本《告示牌》歌曲串流排行榜的前10位。

## 影響與地位
〈雪花〉推出後引起極大回響，被喻為超越世代、性別與國境的名曲。歌曲先後被全球多國歌手翻唱成不同版本，包括粵語、普通話、韓語、英語等多種語言。〈雪花〉至今已經擁有約40個翻唱版本，並曾被德永英明、河村隆一、中森明菜、大人小孩雙拍檔、朴孝信，以及林育羣等多名知名歌手翻唱。其中由朴孝信演唱的韓語版〈雪之花〉作為大熱電視劇《對不起，我愛你》的主題曲，讓歌曲在韓國的知名度大開。這使作為原唱者的中島認為〈雪花〉已經成為大家的歌曲而被喜愛，並對此感到高興。
歌曲亦成為中島在亞洲範圍的代表作之一，她曾在2005年推出單曲〈一個人〉作為〈雪花〉的續篇。〈雪花〉亦於2013年獲選為日本歌迷排行榜的第1位，並在2015年分別入選韓國調查的冬季歌曲排行榜第11位。歌曲亦於同年獲選為中國人所知道的10首日語歌曲之一，以及於2017年獲選中國人最喜愛的日語歌曲排行榜第5位。歌曲亦經常入選日本每年各種「冬季名曲排行榜」，在當地已成為一首經典的冬季代表歌曲。
2018年，日本華納家庭娛樂宣佈把歌曲改編成同名戀愛電影，由演員登坂廣臣與中條彩未聯合主演，而主題曲則選用同名曲的中島原唱版。電影於2019年2月上映，並獲得超過11.2億日元的票房收入。

## 收錄曲目
| CD [ 92 ] 線上下載 [ 93 ] 串流媒體 [ 93 ] | CD [ 92 ] 線上下載 [ 93 ] 串流媒體 [ 93 ] | CD [ 92 ] 線上下載 [ 93 ] 串流媒體 [ 93 ] |
| 曲序                                      | 曲目                                      | 时长                                      |
| ----------------------------------------- | ----------------------------------------- | ----------------------------------------- |
| 1.                                        | 雪花（）                                  | 5:41                                      |
| 2.                                        | 雪花（Acoustic）                          | 3:38                                      |
| 3.                                        | 雪花（Reggae Disco Rockers Flower's mix） | 6:04                                      |
| 4.                                        | 雪花（Instrumental）                      | 5:40                                      |
| 总时长：                                  | 总时长：                                  | 21:03                                     |

| 黑膠唱片 [ 94 ] | 黑膠唱片 [ 94 ]                           | 黑膠唱片 [ 94 ] |
| 曲序            | 曲目                                      | 时长            |
| --------------- | ----------------------------------------- | --------------- |
| 1.              | 雪花                                      | 5:38            |
| 2.              | 雪花（Instrumental）                      | 5:38            |
| 3.              | 雪花（Reggae Disco Rockers Flower's mix） | 5:59            |
| 总时长：        | 总时长：                                  | 17:15           |

| 線上下載 [ 95 ] 串流媒體 [ 95 ] – 重混版 | 線上下載 [ 95 ] 串流媒體 [ 95 ] – 重混版       | 線上下載 [ 95 ] 串流媒體 [ 95 ] – 重混版 |
| 曲序                                     | 曲目                                           | 时长                                     |
| ---------------------------------------- | ---------------------------------------------- | ---------------------------------------- |
| 1.                                       | 雪花（Reggae Disco Rockers 2018 Relaxin' mix） | 6:15                                     |

| 黑膠唱片 [ 96 ] – 15週年紀念版 | 黑膠唱片 [ 96 ] – 15週年紀念版                                 | 黑膠唱片 [ 96 ] – 15週年紀念版 |
| 曲序                           | 曲目                                                           | 时长                           |
| ------------------------------ | -------------------------------------------------------------- | ------------------------------ |
| 1.                             | 雪花                                                           | 5:39                           |
| 2.                             | 雪花（Instrumental）                                           | 5:39                           |
| 3.                             | 雪花（Reggae Disco Rockers 2018 Relaxin' mix）                 | 6:15                           |
| 4.                             | 雪花（Reggae Disco Rockers 2018 Relaxin' mix）（Instrumental） | 6:15                           |
| 总时长：                       | 总时长：                                                       | 23:48                          |

| 線上下載 [ 97 ] 串流媒體 [ 97 ] – THE FIRST TAKE版 | 線上下載 [ 97 ] 串流媒體 [ 97 ] – THE FIRST TAKE版 | 線上下載 [ 97 ] 串流媒體 [ 97 ] – THE FIRST TAKE版 |
| 曲序                                               | 曲目                                               | 时长                                               |
| -------------------------------------------------- | -------------------------------------------------- | -------------------------------------------------- |
| 1.                                                 | 雪花 - From THE FIRST TAKE                         | 6:00                                               |

## 製作名單
資料來自《LØVE 愛無止境》內頁。
- 中島美嘉 – 主聲樂
- Satomi – 填詞
- 松本良喜（日语：松本良喜） – 作曲、編曲、聲音製作、聲音編排、編程
- 村山達哉（日语：村山達哉） – 弦樂編排
- 村石雅行（日语：村石雅行） – 鼓
- 種子田健（日语：種子田健） – 貝斯
- 林部直樹（日语：林部直樹） – 結他
- 鈴木大 – 鋼琴
- 安部潤 – 風琴
- MATARO – 打擊樂器
- 西村浩二 – 小號
- 村田陽一（日语：村田陽一） – 長號
- 山本拓夫（日语：山本拓夫） – 色士風
- 村山桐山弦樂 – 弦樂
- 小杉麻樹 – 錄製、混音
- 藤田敦 – 錄製

## 商業搭配
| 年份   | 搭配項目                            | 來源   |
| ------ | ----------------------------------- | ------ |
| 2003年 | 明治製菓「boda」「galbo」電視廣告曲 | [ 3 ]  |
| 2016年 | 電視動畫《ReLIFE》第八集片尾曲      | [ 99 ] |
| 2019年 | 電影《雪花》主題曲                  | [ 90 ] |

## 翻唱版本

### 日本歌手
| 歌手                           | 收錄專輯                                                                   | 發行日期       | 來源    |
| ------------------------------ | -------------------------------------------------------------------------- | -------------- | ------- |
| 森山良子                       | Tears～森山良子韓流專輯                                                    | 2006年3月1日   | [ 100 ] |
| 德永英明                       | VOCALIST 2                                                                 | 2006年8月30日  | [ 78 ]  |
| 武田雅治 （Skoop On Somebody） | 戀歌～THE LATEST J-LOVE BALLAD HITS COLLECTION～                           | 2006年9月20日  | [ 101 ] |
| 岩崎宏美                       | Dear Friends III                                                           | 2006年9月27日  | [ 102 ] |
| 河村隆一                       | evergreen anniversary edition                                              | 2007年12月5日  | [ 79 ]  |
| 高橋智秋、今井麻美             | THE IDOLM@STER RADIO COLORFUL MEMORIES                                     | 2008年6月4日   | [ 103 ] |
| 中西保志                       | Standards3                                                                 | 2008年11月5日  | [ 104 ] |
| 佐藤竹善                       | Coloveration～the spirit of love～（單曲）                                 | 2008年11月26日 | [ 105 ] |
| Dub Master X                   | Dub Summer Pop                                                             | 2009年5月13日  | [ 106 ] |
| 森進一                         | Love Music                                                                 | 2009年11月25日 | [ 107 ] |
| SISTER KAYA                    | Heartful Lovers                                                            | 2009年12月2日  | [ 108 ] |
| 野川櫻                         | WINTER SONG COVER BEST                                                     | 2010年12月8日  | [ 109 ] |
| Ms.OOJA                        | WOMAN -Love Song Covers-                                                   | 2012年11月7日  | [ 110 ] |
| 南條愛乃                       | Twinkle Voice～聲之饙贈～                                                  | 2013年4月17日  | [ 111 ] |
| Piko                           | Pikollection“BEST+4”                                                       | 2013年7月24日  | [ 112 ] |
| 高垣楓（早見沙織）             | THE IDOLM@STER CINDERELLA MASTER Cool jewelries! 001                       | 2013年9月25日  | [ 113 ] |
| 華風月                         | THEME OF 華風月                                                            | 2014年1月19日  | [ 114 ] |
| 華原朋美                       | MEMORIES 2 -Kahara All Time Covers-                                        | 2014年10月1日  | [ 115 ] |
| 中森明菜                       | 歌姫4 -My Eggs Benedict-                                                   | 2015年1月28日  | [ 80 ]  |
| 藤井郁彌                       | MIKA NAKASHIMA TRIBUTE                                                     | 2016年2月24日  | [ 116 ] |
| 安達垣愛姫（大橋彩香）         | 政宗君的復仇 Blu-ray&DVD 第2卷特典CD                                       | 2017年4月26日  | [ 117 ] |
| 凰稀要                         | Again                                                                      | 2017年11月22日 | [ 118 ] |
| 中島美嘉                       | PORTRAIT ～Piano & Voice～（自我翻唱）                                     | 2018年11月7日  | [ 119 ] |
| Uru                            | 序幕（單曲）                                                               | 2018年12月5日  | [ 120 ] |
| 中村萌子                       | 東京電視台 「THE卡拉OK★戰鬥」 5th Anniversary BEST                         | 2019年3月20日  | [ 121 ] |
| May J.                         | 平成Love Song Covers supported by DAM                                      | 2019年4月17日  | [ 122 ] |
| 桑田佳祐                       | 平成三十年度! 第三屆一個人的紅白歌唱大賽（演唱會）                         | 2019年6月5日   | [ 123 ] |
| 花鋏鏡                         | IMAGINATION vol.2                                                          | 2019年11月27日 | [ 124 ] |
| Toshl                          | IM A SINGER VOL.2                                                          | 2019年12月4日  | [ 125 ] |
| 鬼龍院翔                       | うたってきりりんぱ 2nd Season                                              | 2020年11月28日 | [ 126 ] |
| 五木宏                         | DREAM -五木宏 歌唱J-POP-                                                   | 2022年3月16日  | [ 127 ] |
| 梶裕貴                         | [Re:collection] HIT SONG cover series feat.voice actors~00's-10's EDITION~ | 2022年7月27日  | [ 128 ] |

### 海外歌手
| 地區         | 歌手           | 歌曲名稱                | 收錄專輯                                                                  | 發行日期       | 來源    |
| ------------ | -------------- | ----------------------- | ------------------------------------------------------------------------- | -------------- | ------- |
| 中国大陆     | 韓雪           | 飄雪                    | 飄雪                                                                      | 2004年10月15日 | [ 75 ]  |
| 韓國         | 朴孝信         | 雪之花（눈의 꽃）              | 對不起，我愛你 OST vol.I                                                  | 2004年11月15日 | [ 76 ]  |
| 韓國         | 徐英恩         | 雪之花（Acoustic Ver.） | 對不起，我愛你 OST vol.II - Never Ending Story                            | 2004年12月28日 | [ 129 ] |
| 新加坡       | 蔡淳佳         | 對不起，我愛你          | 淳佳精選17首                                                              | 2006年11月10日 | [ 130 ] |
| 香港／新加坡 | 泳兒           | 花無雪                  | 花無雪                                                                    | 2007年2月6日   | [ 131 ] |
| 美國         | K-Ci & JoJo    | Snow Flowers            | Love                                                                      | 2008年2月20日  | [ 132 ] |
| 紐西蘭       | 海莉·薇思特拉  | 雪花                    | Hayley Sings Japanese Songs                                               | 2008年6月23日  | [ 133 ] |
| 美國         | 艾瑞克·馬汀    | Yukinohana              | Mr. Vocalist                                                              | 2008年11月26日 | [ 134 ] |
| 美國         | 大人小孩雙拍檔 | Snowflowers -雪花-      | COVERED-Winter-                                                           | 2010年10月22日 | [ 77 ]  |
| 韓國         | 李秀英         | 雪之花                  | Classic : The Remake 2nd                                                  | 2013年4月2日   | [ 135 ] |
| 台灣         | 林育羣         | 雪花（日語原版）        | Ballad Show                                                               | 2013年11月20日 | [ 81 ]  |
| 美國         | 戴安娜·加内特  | 雪花（日語原版）        | COVER☆GIRL                                                                | 2013年11月27日 | [ 136 ] |
| 中國大陆     | 孫楠           | 全部的愛                | 我是歌手（現場節目）                                                      | 2015年3月6日   | [ 137 ] |
| 韓國         | 金智秀         | 雪之花                  | BLACKPINK ARENA TOUR 2018 "SPECIAL FINAL IN KYOCERA DOME OSAKA"（演唱會） | 2019年3月22日  | [ 138 ] |
| 韓國         | 朴俊映         | 雪花（日語原版）        | LOVE ～歌唱韓劇～                                                         | 2019年10月23日 | [ 139 ] |

## 銷售榜單
| 週榜單（2003年）         | 最高 位置 |
| ------------------------ | --------- |
| 日本（Oricon單曲排行榜） | 3         |

| 週榜單（2019年）                 | 最高 位置 |
| -------------------------------- | --------- |
| 日本（Oricon單曲下載排行榜）     | 7         |
| 日本（Oricon單曲串流排行榜）     | 10        |
| 日本（Oricon單曲合算排行榜）     | 33        |
| 日本（《告示牌》熱門100金曲榜）  | 12        |
| 日本（《告示牌》歌曲下載排行榜） | 11        |
| 日本（《告示牌》歌曲串流排行榜） | 8         |

| 月榜單（2003年）         | 位置 |
| ------------------------ | ---- |
| 日本（Oricon單曲排行榜） | 6    |

| 年榜單（2003年）         | 位置 |
| ------------------------ | ---- |
| 日本（Oricon單曲排行榜） | 53   |

## 銷售認證
| 地區                                                     | 认证 | 认证单位/销量          |
| -------------------------------------------------------- | ---- | ---------------------- |
| 日本（日本唱片協會）                                     | 白金 | 250,000（實體）^       |
| 日本（日本唱片協會）                                     | 百萬 | 1,000,000（鈴聲下載）* |
| 日本（日本唱片協會）                                     | 百萬 | 1,000,000（單曲下載）* |
| 串流媒體                                                 |      |                        |
| 日本（日本唱片協會）                                     | 金   | 50,000,000†            |
| *僅含認證的實際銷量 ‡僅含認證的+實際銷量 †僅含認證的銷量 |      |                        |

## 外部連結
- 中島美嘉〈雪花〉發行15週年紀念特設網站 （页面存档备份，存于）（日語）